# Chargement automatique
Un chargement automatique est un système mécanique automatisé assurant la manipulation des munitions lors de leur chargement dans un système d'arme. Il ne nécessite pas d'intervention humaine lors de son fonctionnement.

## Histoire et utilisation

### Véhicules blindés

#### Chars de combat

Le chargement automatique du T-72 (4) se situe en dessous du tireur (3), du chef de char (2) et derrière le conducteur (1). Les charges de propulsives sont en orange et les projectiles en jaune.

Le chars de combat soviétiques T-64 et T-72, mis en service respectivement à la fin des années 1960 et au milieu des années 1970, furent équipé de chargement automatiques sous la forme d'un carrousel logé au fond de la tourelle, sous les sièges de l'équipage. Le but recherché était d'avoir des chars avec des tourelles biplaces, à l'aspect plus compact et donc moins lourdes. Le chargement automatique garantissait également le chargement du canon de manière continue et ce même si le char était en marche et sur un terrain accidenté.
À la même époque l'Armée suédoise perçu ses chars de combat Strv-103 dont l'agencement interne assez particulier faisait que l'intégralité de ses munitions de 105 mm étaient idéalement situées à l'arrière du châssis et séparées de l'équipage par une cloison blindée. De ce fait, son canon était alimenté en munitions par un magasin automatisé d'une contenance de 50 obus.
Au milieu des années 1980, la FMC Corporation présenta son CCVL (Close Combat Light Vehicle) comme compétiteur pour le programme de char léger AGS (Armored Gun System). Ce char léger avait la particularité d'avoir un dispositif de chargement automatique capable de décharger une munitions de 105 mm déjà engagée dans la culasse du canon et de la remplacer dans le carrousel. Ce qui peut être utile quand la munition sélectionnée ne correspond pas à la cible traitée.

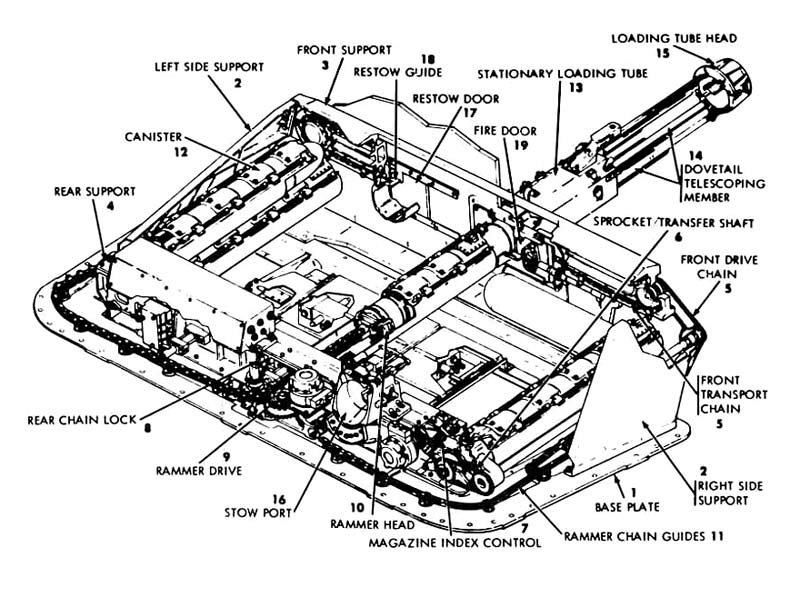
Le convoyeur à chaîne General Motors du chargement automatique du prototype de char de combat MBT-70.

Le tout début des années 1990 marqua l'introduction des chars Type 90 et Leclerc, tous deux équipés de convoyeurs à munitions fonctionnant à l'aide d'une chaîne d'alvéoles, système précédemment testé sur le MBT-70 américano-allemand. Situés dans la nuque de leurs tourelles respectives. Ces dernières étant isolées du compartiment de combat de la tourelle par une cloison blindé et recouverte de panneaux détachables libérés en cas d'explosion des munitions.

#### Automoteur d'artillerie
En raison de l'encombrement des munitions de 152 mm et de 155 mm, plusieurs systèmes furent développés au cours de la Guerre froide sur des blindés chenillés tels que le Bandkanon 1 suédois l'AuF1 français ou sur roues comme le ShKH vz. 77 DANA tchécoslovaque.

#### Lance-missile
Le chasseur de char lance-missile IT-1 soviétique était équipé d'un système de chargement automatique comprenant un rail de lancement pivotant prenant le missile dans son conteneur avant de se mettre en position de tir en basculant à l'extérieur de la tourelle.

Le lance-missile quadruple du VAB Mephisto est recomplété, sous blindage, de manière automatique ; le module élévateur escamotable vient s'éclipser dans le toit et s'aligne avec deux barillets rotatif contenant chacun quatre missiles HOT.

### Navires

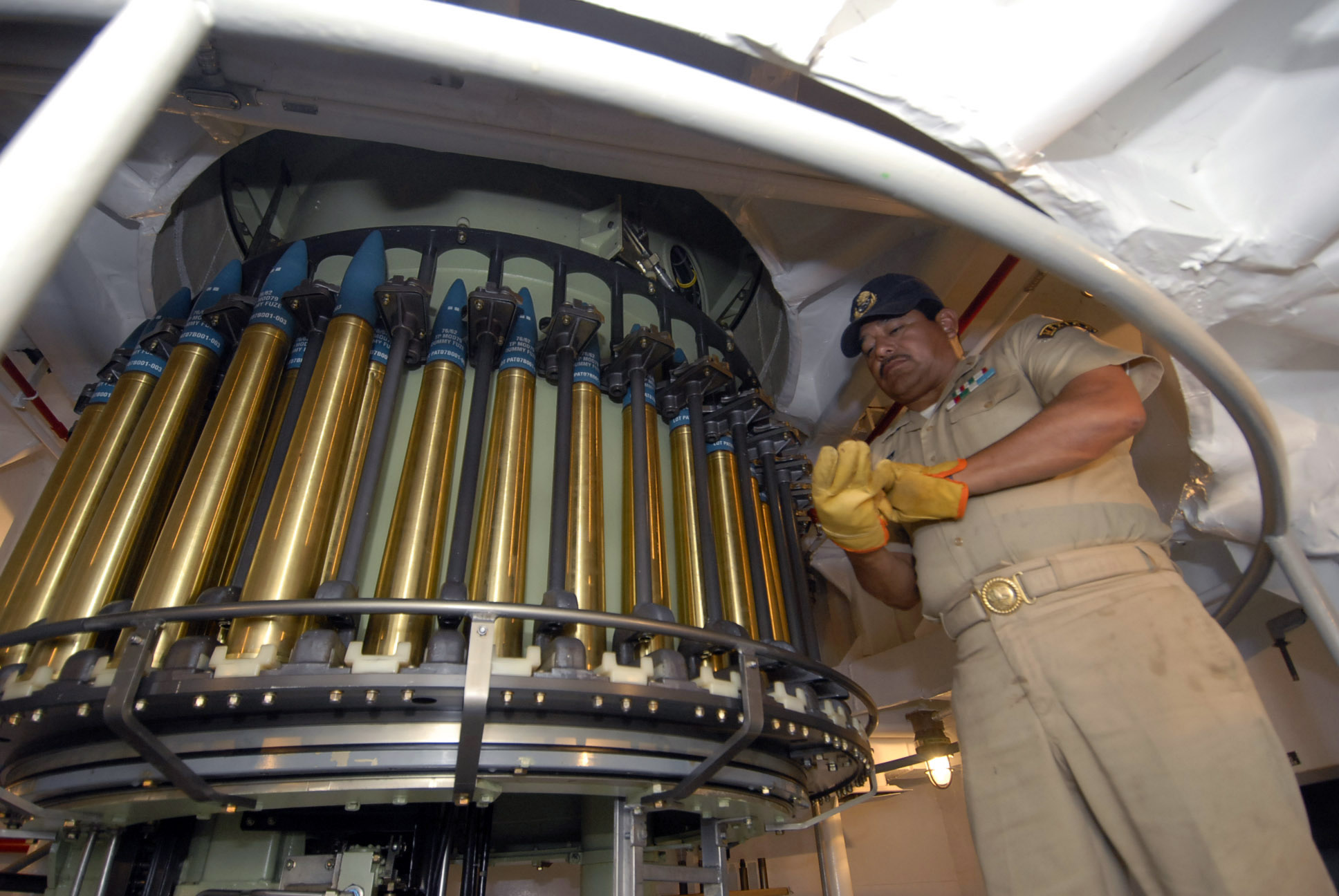
Inspection du carrousel chargé de munitions d'entraînement de 76 mm à bord du patrouilleur ARM Oaxaca de la Marine mexicaine.

Afin de rendre les tourelles navales plus légères et plus compactes, il a fallu éliminer les pourvoyeurs de la tourelle. OTO Melara conçu au début des années 1960 l'Oto Melara 76/62 Compatto, un système d'arme pouvant être installé sur n'importe quelle classe de navires. Il comprend un canon à tir rapide de 76 mm tirant à 85 coups par minute monté dans une tourelle légère et compacte.
En 1968, la Marine nationale entreprit l'automatisation de son canon naval polyvalent de 100 mm Modèle 53 afin qu'il ne nécessite plus aucun servant.
Le destroyer HMS Bristol lancé en 1973 fut le premier bâtiment de la Royal Navy à être armé d'un canon naval Mark 8 de 4,5 pouces conçu par le RARDE.

## Galerie

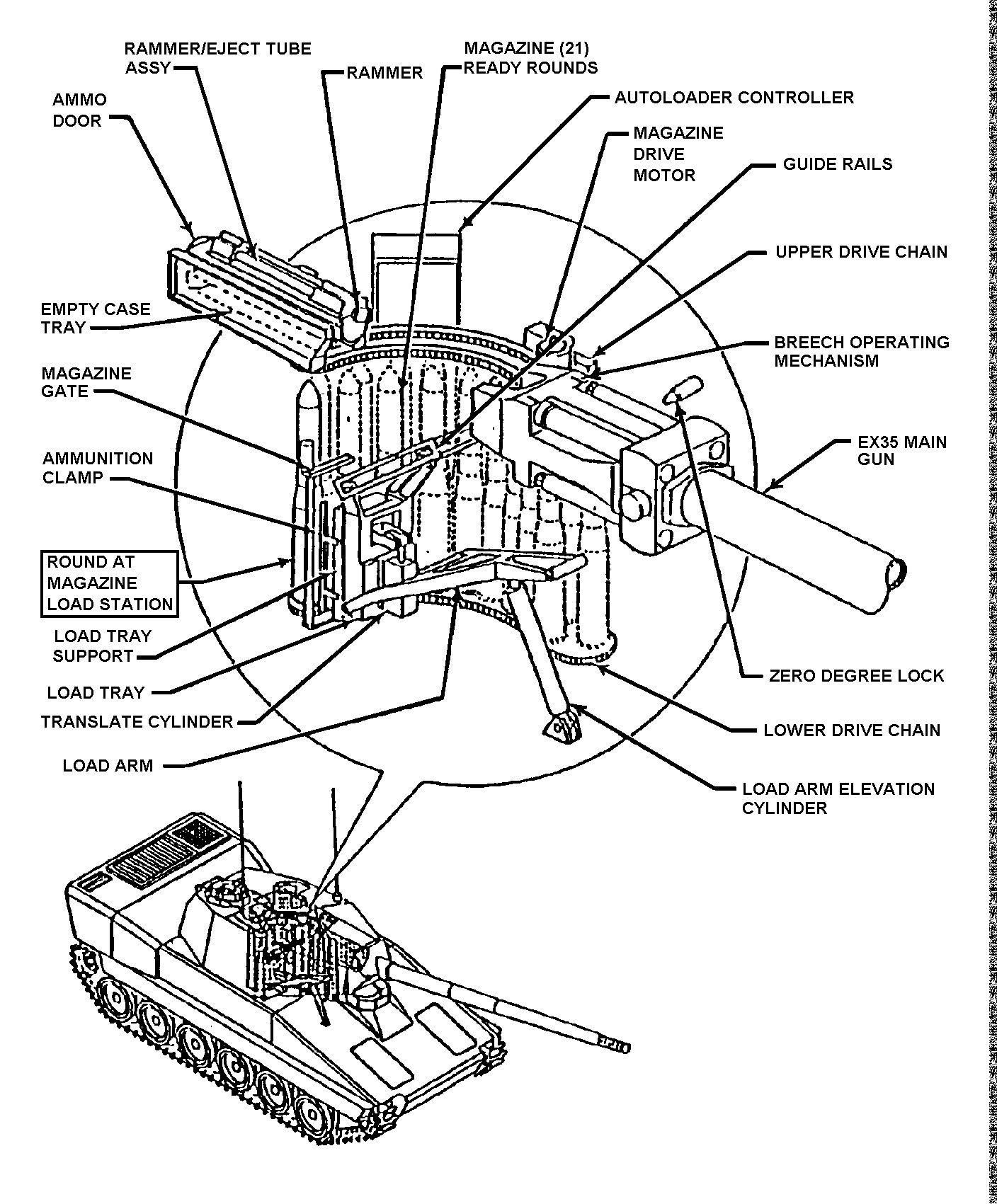
Illustration du dispositif de chargement automatique du prototype de char léger américain M8 Buford.
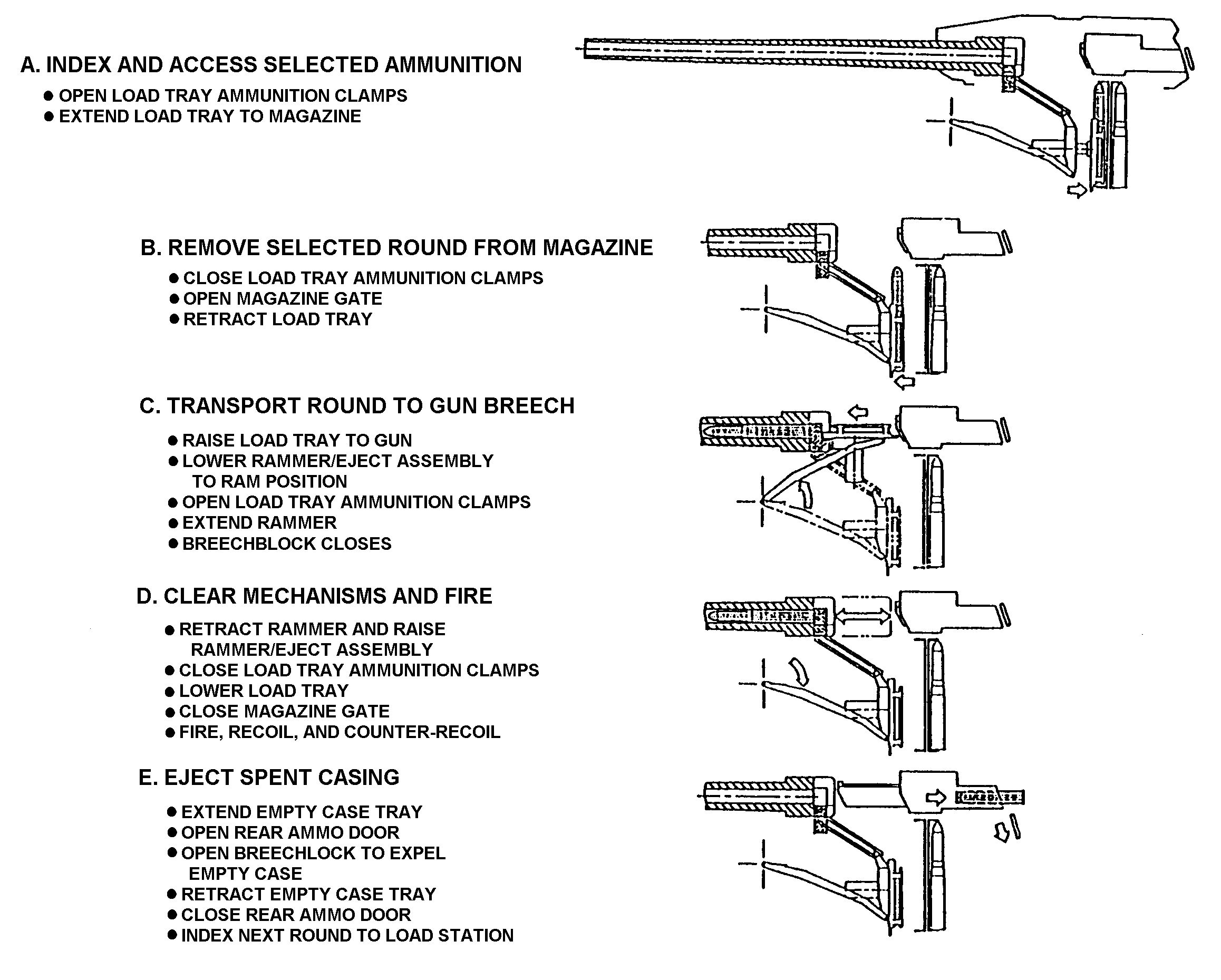
Illustration des différentes phases de fonctionnement du chargement automatique du M8 Buford.
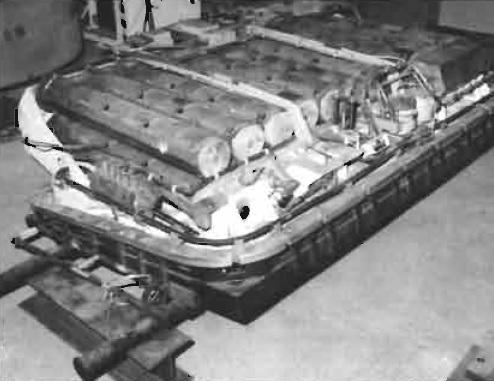
Photo du convoyeur à munition du MBT-70 entreposé au Patton Museum, à Fort Knox.
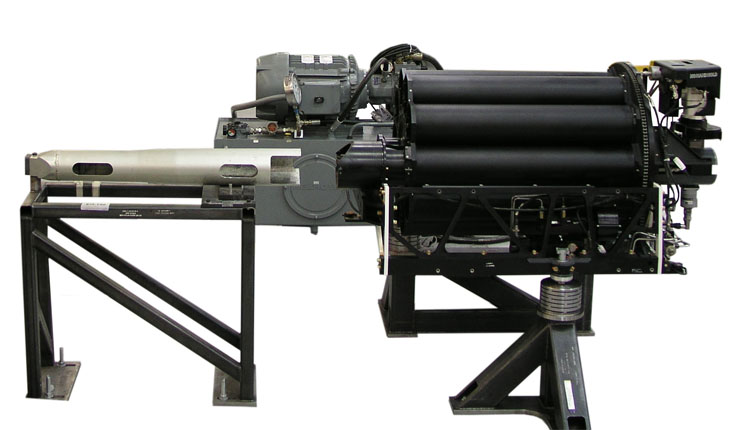
Le canon de 105 mm du M1128 MGS est alimenté par un barillet rotatif installé dans le fond du panier de sa tourelle.
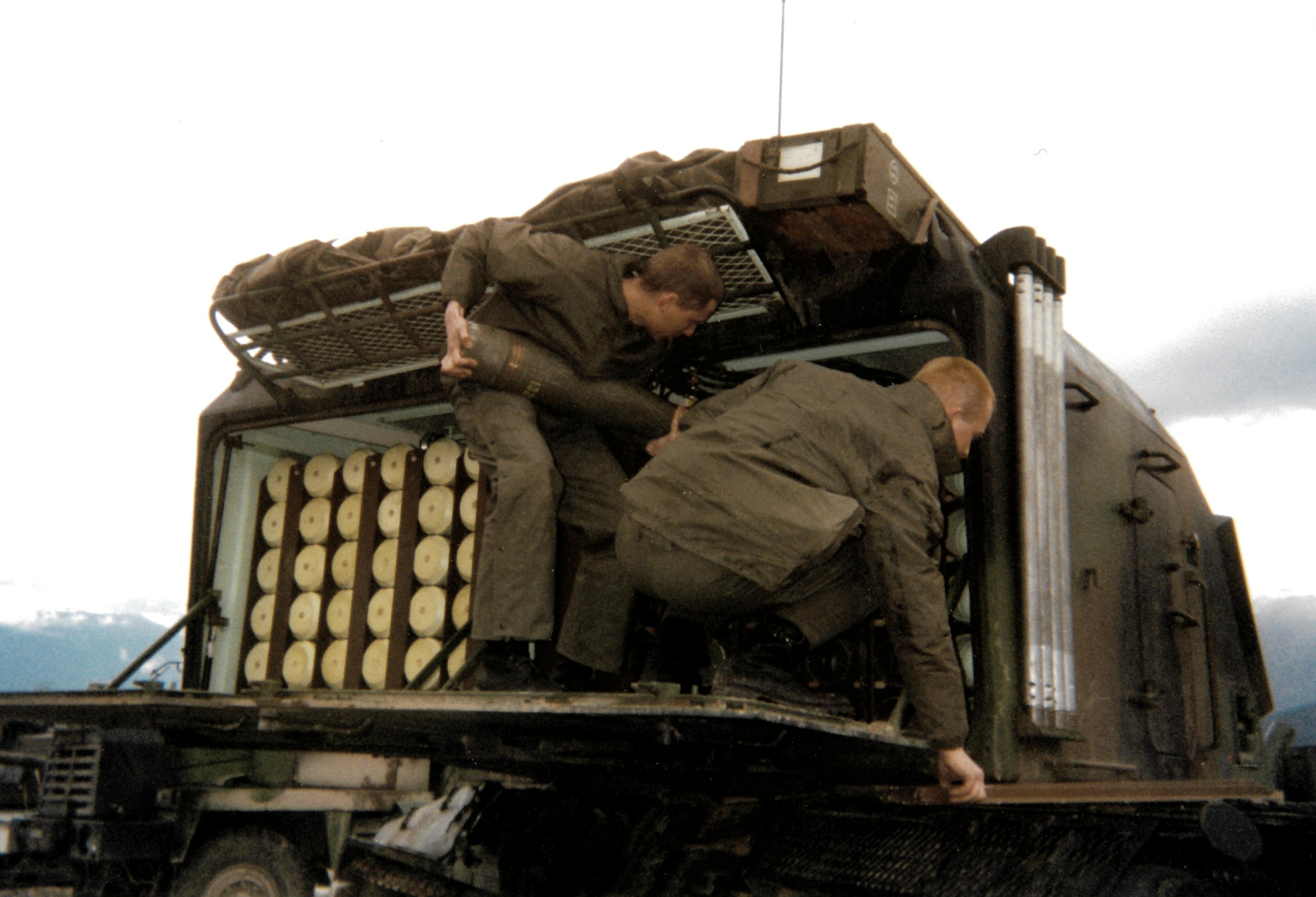
Recomplètement des obus d'artillerie de 155 mm dans les casiers du chargement automatique du canon automoteur AUF1.